# León Suizo
El León Suizo es un monumento conmemorativo donado por la comunidad suiza residente en Chile con motivo de las celebraciones del Centenario del país a comienzos del siglo XX. Se encuentra ubicado en la Avenida Libertador General Bernardo O'Higgins, más conocida como «La Alameda», entre las calles José Miguel Carrera y Almirante Latorre, en la comuna de Santiago Centro. 

## Historia

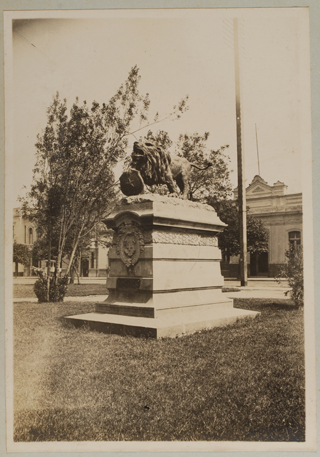
El León Suizo a poco tiempo de haber sido inaugurado.

La estructura de la estatua, hecha en bronce, fue financiada y encargada por la comunidad suiza residente en Chile a la fundición de Alessandro Nelli en Roma. El monumento fue inaugurado en 1910 con motivo del Centenario de la independencia de Chile. En un comienzo, iba a ser colocado en el interior del Club Hípico de Santiago, no obstante, se cambió la decisión con el fin de exhibirlo en un parque público con mayor tránsito, en la que era desde entonces la principal arteria vial urbana de Santiago. Actualmente se encuentra emplazado en un pedestal diseñado en piedra extraída de unas antiguas canteras del Cerro San Cristóbal, por el arquitecto chileno Emile Jéquier, donde iba a erigirse inicialmente una estatua al militar y político chileno, José Ignacio Zenteno; no obstante, la obra nunca llegó a colocarse en dicho lugar. La inauguración, que iba a ser realizada en agosto de 1910, con motivo de hacer coincidir con el mes del día nacional de Suiza, fue suspendida y postergada debido al fallecimiento del presidente chileno, Pedro Montt, en el ejercicio de su cargo durante ese mes, siendo finalmente inaugurada el 25 de diciembre de 1910 en una ceremonia presidida por el alcalde de entonces, Luis A. Moreno.
Por desconocimiento de los datos historiográficos, existió un mito urbano de que este león fue un trofeo de guerra traído desde Perú luego del triunfo de las tropas chilenas en la guerra del Pacífico, como parte de la expoliación de bienes culturales peruanos que incluyeron dos estatuas de leones llevadas a Chile desde Lima, pero que sin embargo, fueron enviadas de regreso al tiempo después por las autoridades chilenas.
En 2010 y como parte de las obras del Bicentenario de Chile, la estatua fue restaurada y conservada, siendo reinaugurada por el alcalde de la comuna de Santiago de entonces, Pablo Zalaquett, junto a la embajadora de Suiza en Chile, Yvonne Baumann, en septiembre de 2011, dentro del contexto de las Fiestas Patrias. En la placa restaurada puede leerse: «La Comunidad Suiza a Chile 1810-1910-2010».

## Iconografía
El monumento es la escultura de un león rugiendo, que representa la fuerza del pueblo suizo emigrante, sosteniendo en la parte delantera un escudo nacional de Chile, representando al pueblo chileno; mientras que en la parte frontal del pedestal, se encuentra tallado un escudo de Suiza. Durante su inauguración, el presidente de la colectividad suiza de aquel entonces a nivel nacional, Luis Hüe Druz, dijo que «el noble animal, el león que protege el escudo de Chile, tiene una alta significación: es el emblema del valor, de la energía y de la magnanimidad, que son las virtudes del pueblo chileno a quien la colonia suiza lo dedica con toda sinceridad».